# Encruzilhada do Sul
Encruzilhada do Sul là một đô thị thuộc bang Rio Grande do Sul, Brasil. Đô thị này có diện tích 3438,503 km², dân số năm 2007 là 24108 người, mật độ 7,01 người/km².